# Heliamphora heterodoxa
Espèce
Classification phylogénétique
Heliamphora heterodoxa est une espèce de plantes à fleurs de la famille des Sarraceniaceae.

## Origine
La plante est originaire du Ptari Tepuy, dans la formation de Gran Sabana, en Amérique du Sud.
La forme heterodoxa var. glabra, naturellement répartie sur la 'Sierra do sol', a été renommée Heliamphora glabra en 2005. heterodoxa var. exappendiculata, du Chimanta Tepuy, est devenue Heliamphora exappendiculata en 2006.

## Histoire
Heliamphora heterodoxa fut découverte en 1951 par Julian Steyermark sur le Ptari tepuy. La forme de la 'Gran sabana' est de découverte plus récente.

## Description
Les ascidies d' Heliamphora heterodoxa sont assez grandes, pouvant atteindre 35cm. La cuillère à nectar qui surmonte les urnes est de grande taille en comparaison avec d'autres espèces du genre, et est colorée de rouge dans de bonnes conditions de luminosité. Celle-ci produit de grandes quantités de nectar destiné à attirer les insectes. Les hampes florales s'élèvent à 60cm et portent chacune de 3 à 5 fleurs blanches, devenant roses puis rouges avec l'âge. 
La forme type est celle provenant du Ptari Tepuy. Ses ascidies sont plus rectilignes et elle se colorent facilement de rouge si la luminosité le permet. La cuillère à nectar se trouve dans le prolongement de l'ascidie, mais reste aisément reconnaissable.
Heliamphora heterodoxa 'Gran sabana' est plus répandue. Cette variété vit à des altitudes moindres que la forme type, et tolère ainsi mieux les températures élevées. Les ascidies sont plus évasées, de couleurs plus claires, généralement jaune-vert, mais leurs bords supérieurs sont teintés de rouge. La cuillère est très allongée et se distingue de l'urne. 